# حملات ۲۰۲۰ عدن

نمایی از عدن

در ۳۰ دسامبر ۲۰۲۰، هواپیمایی حامل اعضای دولت تازه تأسیس یمن در فرودگاه بین‌المللی عدن در جنوب غربی یمن فرود آمد. هنگام پیاده شدن مسافران، انفجار و تیراندازی صورت گرفت و ۲۵ کشته و ۱۱۰ زخمی برجای گذاشت.
در حمله به فرودگاه هیچ‌یک از مسافران این هواپیما آسیب ندیدند و اعضای کابینه یمن برای امنیت بیشتر سریع به کاخ مشق منتقل شدند. بعداً گزارش شد که کاخ هدف حمله قرار گرفته‌است.

## زمینه
به منظور مقابله با درگیری بین نیروهای دولت یمن و نیروهای جدا شده از مجلس انتقالی جنوبی، کابینه جدیدی با حمایت عربستان سعودی همسایه تشکیل شد. تشکیل دولت وحدت جدید، که شامل تعداد مساوی از نمایندگان از هر منطقه از مناطق شمالی و جنوبی یمن است، نتیجه یک سال مذاکرات شدید با واسطه سعودی‌ها بود، و هدف آن بود جنگ را به پایان برسانید تا دو طرف بتوانند با هم علیه شورشیان انصارالله یمن در جنگ داخلی درگیر شوند.
پس از اینکه کابینه جدید ۲۴ نفره پیش‌تر در ماه دسامبر اعلام شد، دولت اتحاد جدید به رهبری نخست‌وزیر سعید در ۲۶ دسامبر ۲۰۲۰ توسط رئیس‌جمهور عبدربه منصور هادی در ریاض پایتخت عربستان سعودی سوگند یاد کرد.
دولت تازه تأسیس و به رسمیت شناخته شده بین‌المللی برنامه‌ریزی کرده بود که از بازگشت خود از عربستان سعودی به یمن در تلویزیون پخش کند و به شهروندان خود اعلام کند که نگرانی‌های آنها برطرف خواهد شد. این رویداد همچنین به منظور نشان دادن نتیجه موفقیت‌آمیز مذاکرات طولانی بود.